# 빠띠판 뽓위깐
빠띠판 뽓위깐(태국어: ปฏิภาณ ปฐวีกานต์, 영어: Patiparn Pataweekarn, 1973년 3월 23일 ~ )는 태국의 배우, 가수이다.